# Jean Taris
Jean C. E. Taris (Versailles, 6 luglio 1909 – Grasse, 10 gennaio 1977) è stato un nuotatore francese.
Specializzato nello stile libero, nel luglio 1929 ai campionati di Francia, Taris batte il record olimpico di Johnny Weissmuller, nella stessa occasione in cui Solita Salgado abbassa i record dei 300 e 400 metri stile libero. "Con Jean Taris e Solita Salgado il nuoto francese possiede due rappresentanti di primo piano" commenta Le Journal.
Ha vinto la medaglia d'argento nei 400 m alle Olimpiadi di Los Angeles 1932.
È stato primatista mondiale dei 400 m e 800 m stile libero.
È diventato uno dei Membri dell'International Swimming Hall of Fame.

## Palmarès
- Olimpiadi av
  - Los Angeles 1932: argento nei 100 m sl.
- Europei di nuoto
  - 1931 - Parigi: argento nei 400 m sl.
  - 1934 - Magdeburgo: oro nei 400 m e 1500 m sl.